# عشبة الدباغين الصينية
عشبة الدباغين الصينية أو رَدُول الصين نوعٌ من جنس عشبة الدباغين. أزهارها تاجية صفراء. ثمارها إلى الصفرة الزاهية.